# Atletismo paralímpico

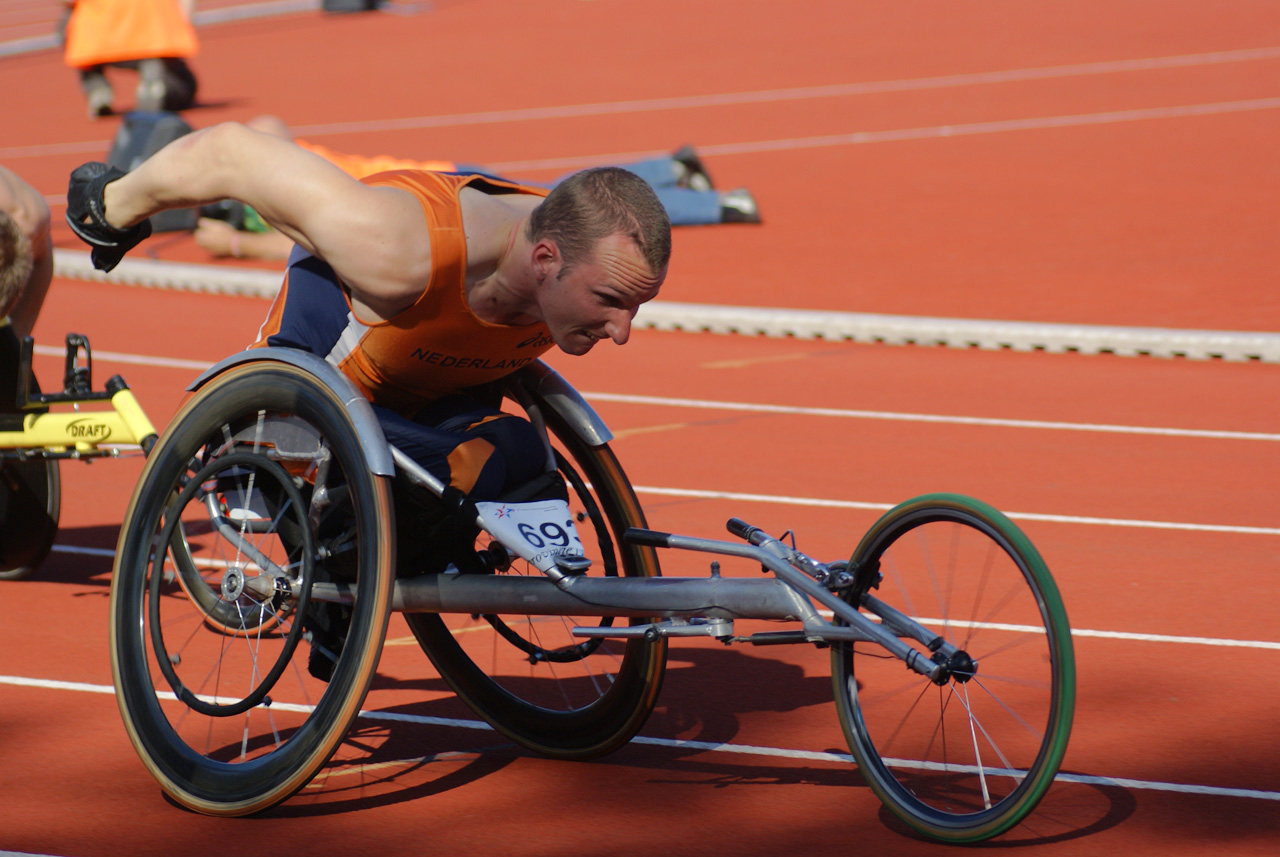
Kenny van Weeghel em sua cadeira de corridas durante Campeonato do Mundo IPC 2006

O atletismo paralímpico é um esporte praticado por atletas com deficiência física e intelectual. Está regulado pelo Comité Paralímpico Internacional (CPI) e é um dos desportos dos Jogos Paralímpicos de Verão desde os jogos de 1960.

## História
A primeira competição do atletismo paralímpico foi organizada em Stoke Mandeville (Inglaterra) em 1952 como parte das corridas em cadeiras de rodas de os Stoke Mandeville Games organizadas para os veteranos da Segunda Guerra Mundial. Está no programa paralímpico desde a sua primeira edição em Roma, 1960. As provas destinam-se a atletas com todos os tipos de deficiência, nas categorias masculina e feminina.
Ao longo dos anos foi adicionado mais modalidades do atletismo paralímpico, que permitiu a participação de mais atletas. Nos Jogos Paralímpicos de Verão de 2012 participaram em torno 1 100 atletas paralímpicos e houve 170 provas diferentes.

## Classificação

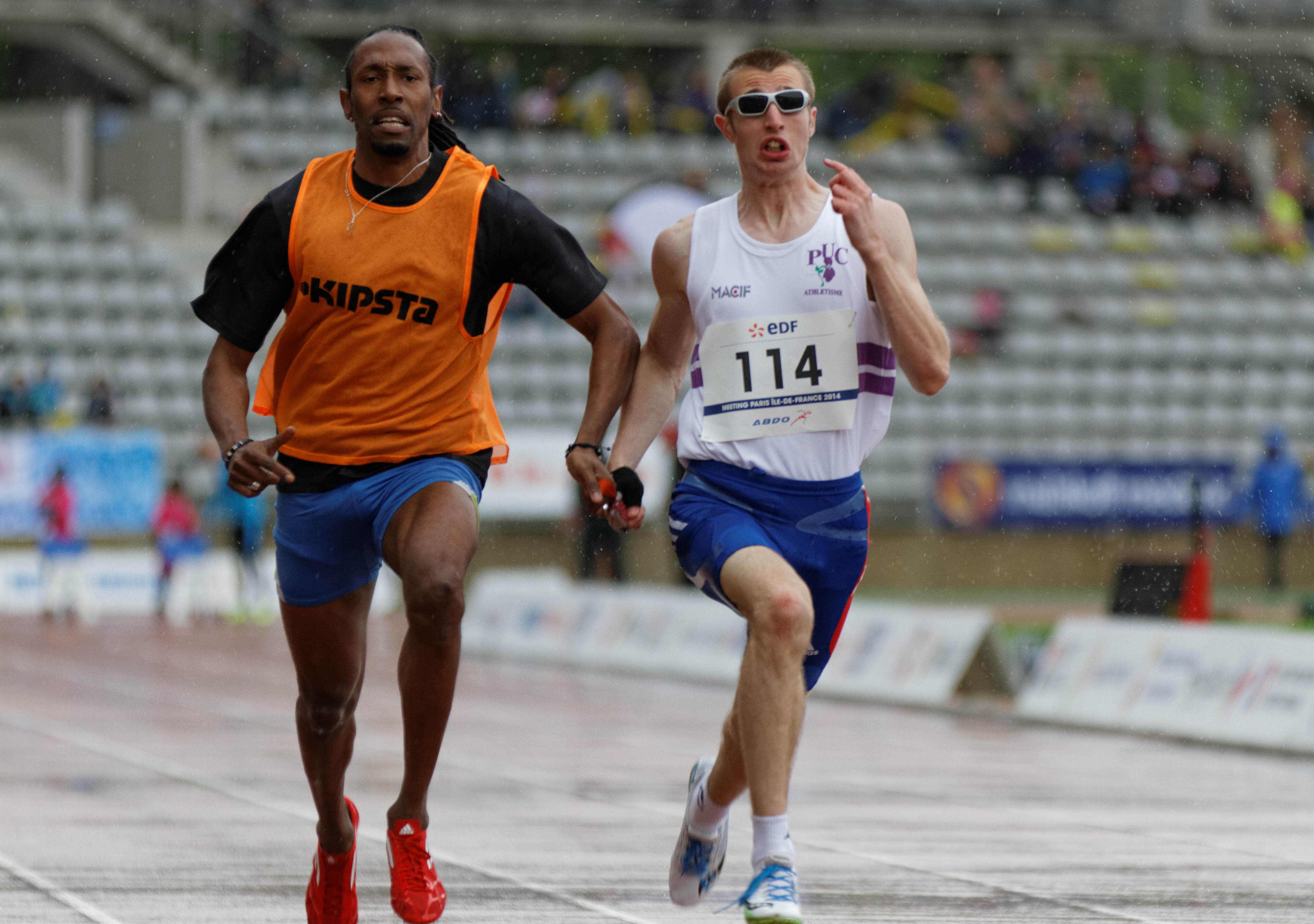
Timothée Adolphe e seu guia Cédric Felip

Os atletas que participam em torneios principais estão classificados por sua deficiência. Deste modo se agrupam todos aqueles com uma deficiência similar em uma mesma prova, por exemplo, um torneio de atletismo de classe T12 agrupa atletas com deficiência visual.
| Classificação | Descrição                                               |
| ------------- | ------------------------------------------------------- |
| F             | Atletas de campo.                                       |
| T             | Atletas de pista.                                       |
| 11-13         | Deficientes visuais, competem acompanhados de seu guia. |
| 20            | Deficiência intelectual.                                |
| 31-38         | Paralisia cerebral.                                     |
| 41-46         | Atletas com membros amputados ou com nanismo.           |
| 51-58         | Atletas em cadeira de rodas.                            |

As provas estão divididas em: Corridas (100 m, 200 m, etc.), saltos (Salto em comprimento, triplo salto, etc.), lançamentos (do peso, do dardo, etc.) e pentatlo.

## Equipamento desportivo

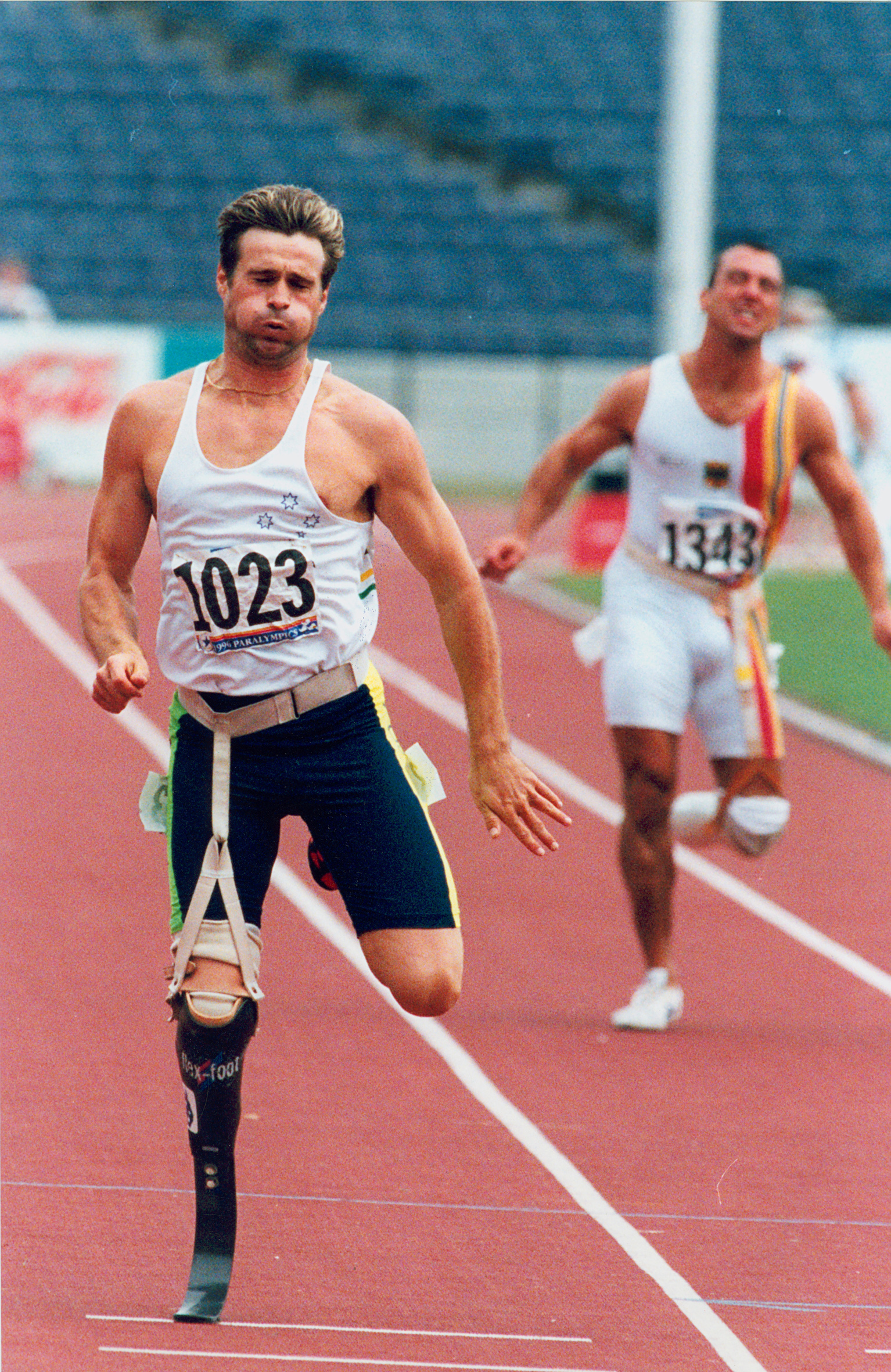
Neil Fuller, atleta australiano, em uma prova T44 200 m nos Jogos Paralímpicos de Atlanta 1996

O equipamento varia de acordo com as necessidades do atleta, contudo, todos podem utilizar os dispositivos de assistência indicados nas regras do Comité Paralímpico Internacional.
As cadeiras de rodas são parte do equipamento dos atletas, tanto em as provas de campo como na pista. Estas tem que ajustar-se a as dimensões e  características indicadas pelas regras da CPI; também, devem ser ligeiras.
Estão também permitidas as próteses nos atletas que tenham algum membro amputado; elas tem que estar desenhadas especificamente para os torneios. Pelas normas da CPI, as próteses de uma perna só são necessárias para as provas de pista, sendo opcionais para as provas de campo.
Os atletas com deficiência visual podem utilizar coradas e outros dispositivos para ir junto a seus guias. Os sons acústicos estão permitidas para indicar as saídas, saltos e outras ações. 